# Český lev 2002
Český lev 2002 je 10. ročník výročních cen České filmové a televizní akademie Český lev.
| Cena                                     | Jméno                         | Film                              |
| ---------------------------------------- | ----------------------------- | --------------------------------- |
| Nejlepší film                            | —                             | Rok ďábla                         |
| Nejlepší režie                           | Petr Zelenka                  | Rok ďábla                         |
| Nejlepší hlavní ženský herecký výkon     | Iva Janžurová                 | Výlet                             |
| Nejlepší vedlejší ženský herecký výkon   | Jana Hubinská                 | Děvčátko                          |
| Nejlepší hlavní mužský herecký výkon     | Ivan Trojan                   | Smradi                            |
| Nejlepší vedlejší mužský herecký výkon   | Ivan Trojan                   | Musím tě svést                    |
| Nejlepší scénář                          | Alice Nellis                  | Výlet                             |
| Nejlepší kamera                          | Jaroslav Brabec               | Andělská tvář                     |
| Nejlepší hudba                           | Jaromír Nohavica, Karel Holas | Rok ďábla                         |
| Nejlepší střih                           | David Charap                  | Rok ďábla                         |
| Nejlepší zvuk                            | Michal Holubec                | Rok ďábla                         |
| Nejlepší výtvarné řešení                 | Martin Velíšek, Petr Poš      | Fimfárum Jana Wericha             |
| Dlouholetý umělecký přínos českému filmu | Juraj Jakubisko               | —                                 |
| Nejlepší zahraniční film                 | —                             | Mluv s ní                         |
| Divácky nejúspěšnější český film         | —                             | Rok ďábla                         |
| Plyšový lev                              | —                             | Waterloo po česku                 |
| Cena čtenářů časopisu Cinema             | —                             | Pán prstenů: Společenstvo Prstenu |
| Cena filmových kritiků                   | —                             | Výlet                             |
| Cena za nejlepší filmový plakát          | Zuzana Lednická, Aleš Najbrt  | Rok ďábla                         |
| Nejlepší kostýmy                         | Josef Jelínek                 | Andělská tvář                     |